# Omens (álbum)
Omens es el undécimo álbum de estudio de la banda estadounidense de groov metal Lamb of God. El álbum fue lanzado el 7 de octubre de 2022 a través de Epic Records y Nuclear Blast. Fue producido por Josh Wilbur, quien ha colaborado con la banda desde 2006.

## Lista de canciones
Todas las canciones escritas y compuestas por John Campbell, Mark Morton, Randy Blythe y Willie Adler. 
| N.º | Título             | Duración |  |
| 1.  | «Nevermore»        | 4:36     |  |
| 2.  | «Vanishing»        | 4:49     |  |
| 3.  | «To the Grave»     | 3:44     |  |
| 4.  | «Ditch»            | 3:38     |  |
| 5.  | «Omens»            | 3:48     |  |
| 6.  | «Gomorrah»         | 4:12     |  |
| 7.  | «Ill Designs»      | 3:41     |  |
| 8.  | «Grayscale»        | 4:00     |  |
| 9.  | «Denial Mechanism» | 2:38     |  |
| 10. | «September Song»   | 6:00     |  |

## Personal
- Randy Blythe - voz.
- Willie Adler - guitarra rítmica.
- Mark Morton - guitarra líder.
- John Campbell - bajo.
- Art Cruz - batería y percusión.